# Матилда Поплилов
Матилда Поплилов (на англ.: Matilda Poplilov; родена на 2 март 1954 г. в София, България) е българо–израелска състезателка по спортен бридж. Тя е „World International Master“ (присъдено от Световната бридж федерация) и „European Master“ (присъдено от Европейската бридж лига). Поплилов е представлявала както България, така и Израел на Европейски първенства и Световни първенства, печелейки златни, сребърни и бронзови медали на европейско ниво и бронзов медал на Световната бридж олимпиада.

## Биография
Завършва Технически университет – София през 1976 г. От 1976 до 1990 г. работи в Института по микроелектроника в София, а от 1990 г. до пенсионирането си през 2015 г. е служител в Електрическата компания на Израел (Hevrat Hashmal) като водещ програмист.
От 2003 г. е редактор на списанието на Израелската бридж федерация (IBF) Bridge .

## Кариера в бриджа
Поплилов е многократна носителка на национални и международни титли в различни дисциплини – двойки, смесени двойки, женски отбори и смесени отбори.

### Основни постижения
- 1987 – европейска шампионка на двойки жени в Брайтън (с Невена Делева – по-късно Nevena Senior) – първата европейска шампионка в този формат.[3]
- 1988 – бронзов медал на Световната отборна олимпиада във Венеция (женският отбор на България: Матилда Поплилов, Невена Делева, Мария Гарвалова, Албена Кръстева, Маргарита Халачева, Стелиана Иванова).[4]
- 1989 – бронзов медал на Европейското първенство по бридж в Турку (на двойки жени, с Невена Делева).[5]
- 1990 – шампионка на Израел на двойки (с Лило Поплилов) – първата жена, печелила тази титла в Израел.
- 1997 – бронзов медал на Европейското първенство в Монтекатини (женският отбор на Израел: Матилда Поплилов, Daniela Birman, Anda Enciu-Barber, Migry Albu, Ruth Levit-Porat, Ilana Barnes).[6]
- 2000 – участие в мъжкия национален отбор на Израел на Бридж олимпиадата в Маастрихт – първата жена в мъжкия отбор на Израел (Doron Yadlin, Israel Yadlin, Avi Kalish, Лило Поплилов, Матилда Поплилов, Leonid Podgur).[7]
- 2006 – шампионка на Израел отборно (с Лило Поплилов, Mordehay Gelbert, Zvi Engel, Ron Segev и Dana Tal) – първите жени, печелили тази титла.[8]
- 2007 – сребърен медал с женския отбор на Англия (Европейско първенство по бридж в Анталия, отбор Penfold: Heather Dhondy, Матилда Поплилов, Nevena Senior, Nicola Smith, Sandra Penfold).[9]
- 2007 – европейска шампионка в смесени отбори в Анталия, отбор Dhondy (Matilda Poplilov, Jeremy Dhondy, Heather Dhondy и Лило Поплилов).[10]
- 2014 – шампионка на Израел на двойки жени с Ilana Berner.[11]
- 2017 – трето място на първенството на Израел двойки жени с Ilana Berner.[12]

### Други участия в отборни събития
- 2016 – треньор на националния отбор сеньори на България на 53-то Европейско отборно първенство, Будапеща 2016.[13]
- 2019 – треньор на националния отбор сеньори на България Световно първенство по бридж – 44-то Световно отборно първенство, Ухан 2019.[14]

Поплилов има и множество национални титли, включително за смесени двойки, смесени отбори и женски двойки.

## Бриджови резултати

### Олимпиади
На олимпиадите е постигнала следните резултати:
| Олимпиади по бридж. Отборни състезания | Олимпиади по бридж. Отборни състезания | Олимпиади по бридж. Отборни състезания | Олимпиади по бридж. Отборни състезания | Олимпиади по бридж. Отборни състезания | Олимпиади по бридж. Отборни състезания |
| Година                                 | Място                                  | Състезание                             | Категория                              | Отбор                                  | Позиция                                |
| -------------------------------------- | -------------------------------------- | -------------------------------------- | -------------------------------------- | -------------------------------------- | -------------------------------------- |
| 2004                                   | Истанбул                               | 12. Олимпиада по бридж                 | Жени                                   | Израел                                 | 17                                     |
| 2000                                   | Маастрихт                              | 11. Олимпиада по бридж                 | Открито                                | Израел                                 | 17                                     |
| 2000                                   | Маастрихт                              | 11. Олимпиада по бридж                 | Смесени                                | Israel                                 | 30                                     |
| 1996                                   | Родос                                  | 10. Олимпиада по бридж                 | Жени                                   | Израел                                 | 5                                      |
| 1988                                   | Венеция                                | 8. Олимпиада по бридж                  | Жени                                   | България                               | 3                                      |

### Световни състезания
В световни състезания е постигнала следните класирания:
| Световни първенства. Отборни състезания | Световни първенства. Отборни състезания | Световни първенства. Отборни състезания                             | Световни първенства. Отборни състезания | Световни първенства. Отборни състезания | Световни първенства. Отборни състезания |
| Година                                  | Място                                   | Състезание                                                          | Категория                               | Отбор                                   | Позиция                                 |
| --------------------------------------- | --------------------------------------- | ------------------------------------------------------------------- | --------------------------------------- | --------------------------------------- | --------------------------------------- |
| 2024                                    | онлайн                                  | Женски онлайн отбори на WBF                                         | Жени                                    | Israel Bridge Fed                       | 15                                      |
| 2023                                    | Маракеш                                 | 46-то Световно отборно първенство по бридж                          | Смесени                                 | Israel                                  | 15                                      |
| 2023                                    | Маракеш                                 | 46-то Световно отборно първенство по бридж – Транснационални отбори | Смесени                                 | Israel Mixed                            | 42                                      |
| 2022                                    | Вроцлав                                 | 16-та Световна бридж серия                                          | Смесени                                 | Hetz                                    | 46                                      |
| 2019                                    | Ухан                                    | 44-то Световно отборно първенство по бридж                          | Сеньори                                 | Bulgaria                                | 21                                      |
| 2016                                    | Вроцлав                                 | Световни бридж игри                                                 | Смесени                                 | Israel                                  | 9                                       |
| 2010                                    | Филаделфия                              | 13-та Световна бридж серия                                          | Смесени                                 | Cushing                                 | 25                                      |
| 2006                                    | Верона                                  | 12-то Световно първенство                                           | Жени                                    | Penfold                                 | 25                                      |
| 2004                                    | Истанбул                                | 3-то Световно транснационално първенство на смесени отбори          | Смесени                                 | Eti                                     | 11                                      |
| 2002                                    | Монреал                                 | 11-то Световно първенство                                           | Открито                                 | Attunity                                | 113                                     |
| 2001                                    | Париж                                   | 35-то Световно отборно първенство                                   | Транснационални                         | Poplilov                                | 36                                      |

| Световни първенства. Състезания по двойки | Световни първенства. Състезания по двойки | Световни първенства. Състезания по двойки | Световни първенства. Състезания по двойки | Световни първенства. Състезания по двойки | Световни първенства. Състезания по двойки |
| Година                                    | Място                                     | Състезание                                | Категория                                 | Партньор                                  | Позиция                                   |
| ----------------------------------------- | ----------------------------------------- | ----------------------------------------- | ----------------------------------------- | ----------------------------------------- | ----------------------------------------- |
| 2022                                      | Вроцлав                                   | 16th World Bridge Series                  | Смесени                                   | Nathan Hetz                               | 95 (41)                                   |
| 2016                                      | Вроцлав                                   | 2016 World Bridge Games                   | Открито                                   | Danijela Birman                           | 16                                        |
| 2006                                      | Верона                                    | 12th World Championships                  | Открито                                   | Lilo Poplilov                             | 149                                       |
| 2006                                      | Верона                                    | 12th World Championships                  | Смесени                                   | Lilo Poplilov                             | 89                                        |
| 2002                                      | Монреал                                   | 11th World Championships                  | Смесени                                   | Lilo Poplilov                             | 143                                       |
| 2002                                      | Монреал                                   | 11th World Championships                  | Жени                                      | Migry Albu                                | 20                                        |
| 1998                                      | Лил                                       | 10th World Championships                  | Смесени                                   | Lilo Poplilov                             | 53                                        |

### Европейски състезания
В европейски състезания е постигнала следните класирания:
| Европейски състезания. Отборни състезания | Европейски състезания. Отборни състезания | Европейски състезания. Отборни състезания    | Европейски състезания. Отборни състезания | Европейски състезания. Отборни състезания | Европейски състезания. Отборни състезания |
| Година                                    | Място                                     | Състезание                                   | Категория                                 | Отбор                                     | Позиция                                   |
| ----------------------------------------- | ----------------------------------------- | -------------------------------------------- | ----------------------------------------- | ----------------------------------------- | ----------------------------------------- |
| 2024                                      | Хернинг                                   | 56-то Европейско отборно първенство по бридж | Жени                                      | Israel                                    | 17                                        |
| 2023                                      | Страсбург                                 | 10-о Европейско транснационално първенство   | Смесени                                   | Arrow                                     | 38                                        |
| 2022                                      | Мадейра                                   | 55-то Европейско отборно първенство по бридж | Смесени                                   | Israel                                    | 7                                         |
| 2019                                      | Истанбул                                  | 9-о Европейско транснационално първенство    | Сеньори                                   | Sagiv                                     | 18                                        |
| 2019                                      | Истанбул                                  | 9-о Европейско транснационално първенство    | Смесени                                   | Sagiv                                     | 17                                        |
| 2017                                      | Монтекатини Терме                         | 8-о Европейско транснационално първенство    | Смесени                                   | Tida Steli                                | 48                                        |
| 2017                                      | Монтекатини Терме                         | 8-о Европейско транснационално първенство    | Открито                                   | Six Flags                                 | 19                                        |
| 2017                                      | Монтекатини Терме                         | 8-о Европейско транснационално първенство    | Жени                                      | Ciau Bella                                | 19                                        |
| 2014                                      | Опатия                                    | 52-ро Европейско отборно първенство по бридж | Жени                                      | Israel                                    | 12                                        |
| 2012                                      | Дъблин                                    | 51-во Европейско отборно първенство по бридж | Жени                                      | Israel                                    | 6                                         |
| 2010                                      | Остенде                                   | 50-то Европейско отборно първенство по бридж | Жени                                      | Israel                                    | 12                                        |
| 2009                                      | Санремо                                   | 4-то Европейско открито първенство           | Смесени                                   | Dhondy                                    | 44                                        |
| 2007                                      | Анталия                                   | 3-то Европейско открито първенство           | Жени                                      | Penfold                                   | 2                                         |
| 2007                                      | Анталия                                   | 3-то Европейско открито първенство           | Смесени                                   | Dhondy                                    | 1                                         |
| 2004                                      | Малмьо                                    | 47-мо Европейско отборно първенство по бридж | Жени                                      | Israel                                    | 5                                         |
| 2003                                      | Мантон                                    | 1-во Европейско открито първенство           | Смесени                                   | Sagiv                                     | 74                                        |
| 2002                                      | Салсомаджоре Терме                        | 46-то Европейско отборно първенство по бридж | Жени                                      | Israel                                    | 15                                        |
| 2002                                      | Остенде                                   | 7-о Европейско първенство за смесени         | Смесени                                   | Sagiv                                     | 53                                        |
| 2000                                      | Белария-Иджеа Марина                      | 6-о Европейско първенство за смесени         | Смесени                                   | Sagiv                                     | 73                                        |
| 1999                                      | Малта                                     | 44-то Европейско отборно първенство по бридж | Жени                                      | Israel                                    | 10                                        |
| 1997                                      | Монтекатини Терме                         | 43-то Европейско отборно първенство по бридж | Жени                                      | Israel                                    | 3                                         |
| 1992                                      | Остенде                                   | 2-ро Европейско първенство за смесени        | Смесени                                   | Liberman                                  | 19                                        |
| 1990                                      | Бордо                                     | 1-во Европейско първенство за смесени двойки | Смесени двойки                            | Lorer                                     | 54                                        |
| 1989                                      | Турку                                     | 39-о Европейско отборно първенство           | Жени                                      | България                                  | 7                                         |
| 1987                                      | Брайтън                                   | 38-о Европейско отборно първенство           | Жени                                      | България                                  | 8                                         |

| Европейски състезания. Състезания по двойки | Европейски състезания. Състезания по двойки | Европейски състезания. Състезания по двойки  | Европейски състезания. Състезания по двойки | Европейски състезания. Състезания по двойки | Европейски състезания. Състезания по двойки |
| Година                                      | Място                                       | Състезание                                   | Категория                                   | Партньор                                    | Позиция                                     |
| ------------------------------------------- | ------------------------------------------- | -------------------------------------------- | ------------------------------------------- | ------------------------------------------- | ------------------------------------------- |
| 2023                                        | Страсбург                                   | 10-о Европейско транснационално първенство   | Открито                                     | Nathan Hetz                                 | 21                                          |
| 2019                                        | Истанбул                                    | 9-о Европейско транснационално първенство    | Смесени                                     | Yehuda Sagiv                                | 182 (61)                                    |
| 2019                                        | Истанбул                                    | 9-о Европейско транснационално първенство    | Сеньори                                     | Stella Sagiv                                | 47 (19)                                     |
| 2017                                        | Монтекатини                                 | 8-мо Открито европейско първенство           | Жени                                        | Jovanka Smederevac                          | 20 (2)                                      |
| 2017                                        | Монтекатини                                 | 8-мо Открито европейско първенство           | Смесени                                     | Lilo Poplilov                               | 162 (53)                                    |
| 2016                                        | Будапеща                                    | 53-то Европейско отборно първенство          | Жени                                        | Daniela Birman                              | 17                                          |
| 2009                                        | Санремо                                     | 4-то Открито европейско първенство           | Смесени                                     | Lilo Poplilov                               | 157                                         |
| 2007                                        | Анталия                                     | 3-то Открито европейско първенство           | Жени                                        | Daniela Birman                              | 19                                          |
| 2007                                        | Анталия                                     | 3-то Открито европейско първенство           | Смесени                                     | Lilo Poplilov                               | 9                                           |
| 2005                                        | Тенерифе                                    | 2-ро Открито европейско първенство           | Смесени                                     | Lilo Poplilov                               | 69                                          |
| 2003                                        | Ментон                                      | 1-во Открито европейско първенство           | Жени                                        | Migry Albu                                  | 88                                          |
| 2002                                        | Остенде                                     | 7-мо Европейско първенство по смесени двойки | Смесени                                     | Yehuda Sagiv                                | 71                                          |
| 2001                                        | Тенерифе                                    | 45-то Европейско отборно първенство          | Жени                                        | Michal Nosatzki                             | 6                                           |
| 2000                                        | Белария                                     | 6-то Европейско първенство по смесени двойки | Смесени                                     | Yehuda Sagiv                                | 187                                         |
| 1999                                        | Малта                                       | 44-то Европейско отборно първенство          | Жени                                        | Daniela Birman                              | 13                                          |
| 1997                                        | Монтекатини                                 | 6-то Европейско първенство по двойки жени    | Жени                                        | Daniela Birman                              | 139                                         |
| 1996                                        | Монте Карло                                 | 4-то Европейско първенство по смесени двойки | Смесени                                     | Lilo Poplilov                               | 237                                         |
| 1992                                        | Остенде                                     | 2-ро Европейско първенство по смесени двойки | Смесени                                     | Lilo Poplilov                               | 43                                          |
| 1989                                        | Турку                                       | 39-то Европейско отборно първенство          | Жени                                        | Nevena Senior                               | 3                                           |
| 1987                                        | Брайтън                                     | 4-то Европейско първенство по двойки         | Жени                                        | Nevena Senior                               | 1                                           |